# 16019 Едвардсу
16019 Едвардсу (16019 Edwardsu) — астероїд головного поясу, відкритий 12 лютого 1999 року.
Тіссеранів параметр щодо Юпітера — 3,515.